# الاتحاد الرياضي الوجدي
| \| \| الاتحاد الرياضي الوجدي \| | \| \| الاتحاد الرياضي الوجدي \|  |
| ------------------------------- | -------------------------------- |
|                                 |                                  |
| تاريخ التأسيس                   | 1928                             |
| الألوان                         | الأحمر والأزرق                   |
| الملعب                          | الملعب البلدي (وجدة) (2000 مقعد) |
| الرئيس                          | حميد عمر                         |
| المقر                           | وجدة                             |
| موقع ويب الرسمي                 | www.uso-oujda.com                |
| محلي                            | ضيف                              |
|                                 | الاتحاد الرياضي الوجدي           |

الاتحاد الرياضي الوجدي (أ.ز.و U.S.O) نادي في رياضة رغبي، تأسس في مدينة وجدة (المغرب) وكان ذلك في عام 1928 م. يعتبر أحد أكبر وابرز فرق المغرب معروف بملابسه المخططة الزرقاء والحمراء. حقق العديد من الألقاب المحلية، الاتحاد الرياضي الوجدي، حاصل على عدد كبير من الكؤوس والتتويج في البطولة المغربية الرجبي. من صفوفه خرج عميد الفريق الوطني الفرنسي للرجبي عبد اللطيف بن عزي.

## تاريخ
- أنشئ الفريق في عام 1922 باسم الاتحاد الفرنسي المغربي الوجدي، فاز بلقب بطولة شمال أفريقيا بفوزه على مستغانم.
- في عام 1928 تأسس الاتحاد الوجدي لرجبي l'USO Rugby
- في 1934 تأسس النادي الإسلامي الفرنسي الوجدي (S.C.F.M.O)
- وقف النشاط خلال الحرب بين 1939 و1945.

## ألقاب
- بطولة المغرب (10)

1967 ،1978 ،1986 ،1988 ،1990 ،1991 ،1993 ،1998 ،2003، 2004.
- كأس العرش (7)

1968، 1969، 1973، 1988، 1989، 1994، 2002.

## نتائج الفريق لموسم 07/08
احتل فريق الاتحاد الرياضي الوجدي للريكبي للكبار خلال موسم 07/08 المرتبة الثالثة في البطولة الوطنية بعد أن لعب 16 مباراة، انتصر في 10 وانهزم في 3 وتعادل في 01، واعتذر في 02. كما حصل لاعبوه على ورقتين حمراوين و03 أوراق صفراء.

## وصلات خارجية
- الموقع الرسمي